# Сквер імені Івана Павла II
Сквер і́мені Іва́на Павла́ II або Сквер Івана Павла II — сквер у Сихівському районі Львова біля греко-католицької церкви Різдва Пресвятої Богородиці та на місці зустрічі Папи Римського Івана Павла II з українською молоддю в 2001 році. Перший в Україні парк, закладений після здобуття нею незалежності. Ініціатором заснування Парку, був громадський діяч Андрій Рожнятовський.

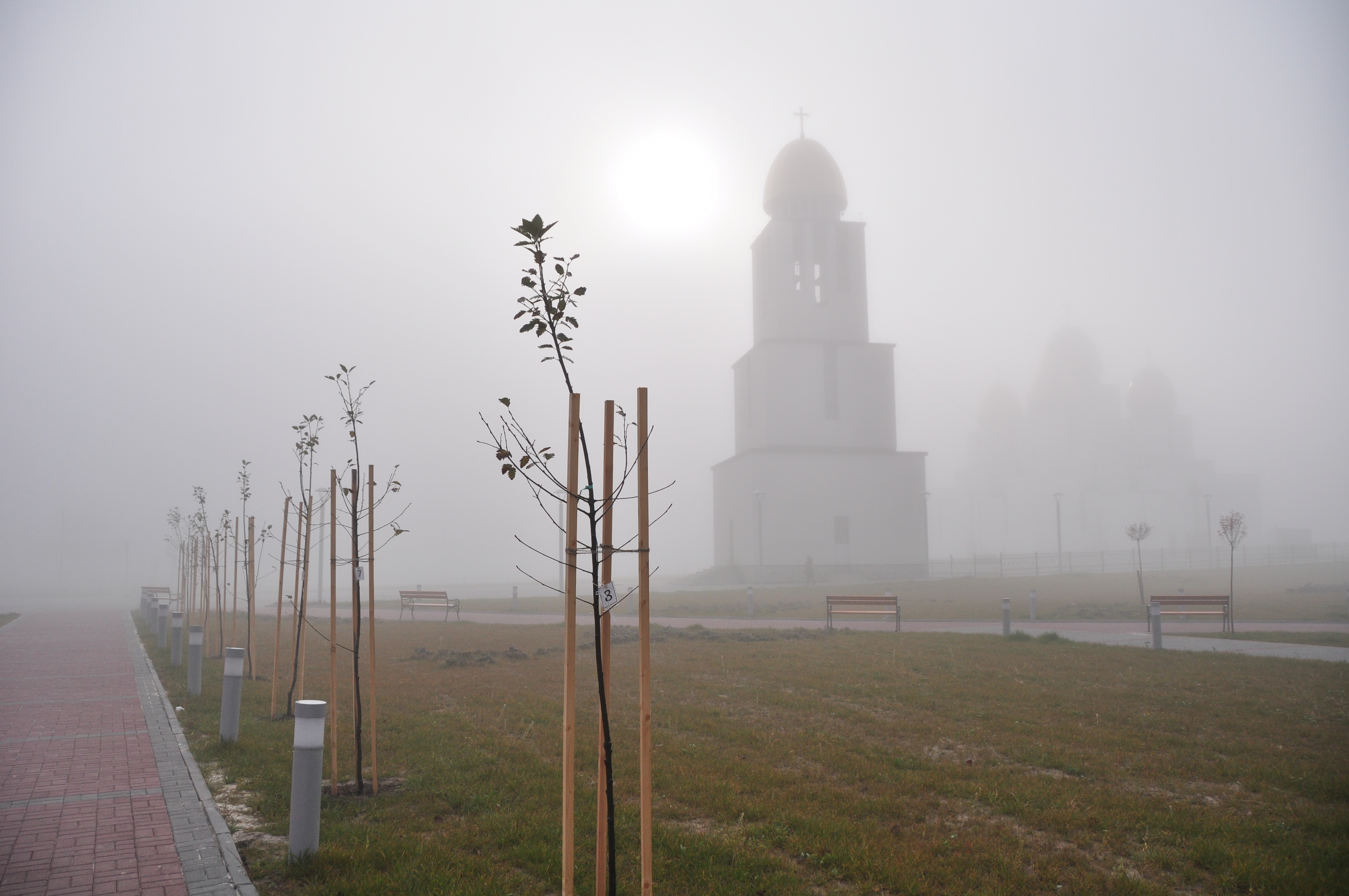
Саджанці у сквері ім. Івана Павла ІІ на Сихівському масиві

На місці майбутнього скверу спершу встановили пам'ятник, а потім виникла ідея розбити сквер на честь Понтифіка. Після Помаранчевої революції 2004 року на весні громадські організації вирішили заснувати в Львові сквер на честь тих подій та було обрано для висадки клени, які на осінь своїм листям "мали нагадувати про ті події, та мету змін в державі та суспільстві", очевидним було й те, що планувалось сквер назвати в честь тих подій. Місце обрали попередньо погодивши з міською владою біля Церкви на Сихові. Та всіх приголомшила звістка про смерть Івана Павла II і було прийняте рішення назвати сквер на честь Папи Римського.
Сквер імені Івана Павла ІІ урочисто відкрито 28 вересня 2007 поряд з церквою Різдва Пресвятої Богородиці. Перші саджанці вишні посадили парох парафії о. Орест Фредина та представники блоку «Наша Україна — Народна самооборона».
У вересні 2010 року було завершено благоустрій території — встановлено світильники, лавочки, смітники.
Зустрічаються рослини, чагарники і дерева: медунка темна, анемона жовтоцева, вільха чорна, дуб звичайний, сакура.